# 日経モーニングプラス
『日経モーニングプラス』（にっけいモーニングプラス）は、2015年3月30日からBSテレ東（2018年9月まではBSジャパン）で放送されている平日朝の報道・情報番組。2017年3月31日までは日経CNBCでも放送された。2019年10月1日から番組名は『日経モーニングプラスFT』（にっけいモーニングプラスエフティー）となっている。略称はモープラFT。
本項目では、前身番組として放送された『日経マーケットアイ』（にっけいマーケットアイ）ならびに『日経朝とく』（にっけいあさとく）についても記載する。

## 概要
この番組の前に放送されている『Newsモーニングサテライト』（モーサテ）だけではフォローしきれないものを含め、最新のマーケットや経済に関するニュース・情報を20分にまとめて、ビジネスマンが1日のスタートに役立つ情報、今後の経済や株式市場の取引の動向にどのような影響を与えるのかについて専門家の解説も交えながらコンパクトに伝えていく。
2014年9月29日からは、6:40-7:30の50分枠に拡大、『日経朝とく』としてリニューアルし、「マーケットアイ」はその中の1コーナーとして内包する。またリニューアル後は7時台で健康・医学情報にも力を入れる。
さらに第1期『マーケットアイ』の開始から満1年となる2015年度から、番組の体裁はそのままでタイトルを『日経モーニングプラス』に再改題し、経済ニュースのパートを大幅に拡大する、スタート時間も1分前倒しにしてBSジャパンでは『モーサテ』からのステブレレスに移行するなどによって放送時間枠を21分延長して、6:39から7:50までの71分枠となる。
2017年4月より、『Newsモーニングサテライト』の枠拡大に伴う放送時間縮小により、BSジャパン（のちのBSテレ東）のみの放送に変更され、翌月より日本経済新聞スタジオからテレビ東京スタジオに制作場所が移転した。
2019年1月4日より、4K放送に対応するため、番組をリニューアル。スタジオは2017年5月8日より使用されていた第4スタジオから4K第2スタジオへ移った。
2019年10月1日放送分から、この前日の9月30日まで放送されていた『早起き日経+FT』を統合し、番組の題名も『日経モーニングプラスFT』と改題。日本経済新聞社の傘下にあるイギリスの経済全国紙・フィナンシャル・タイムズとも協力し、欧米のマーケット情報も強化した内容にリニューアルされた。

## 日経朝とくで放送されるコーナー
（2014年9月29日以後）
- マーケットアイ（上述）
- Let's!ご当地体操　全国各地のご当地体操と、その体操の生まれた地方の名物を紹介する
- すこやかGooday　健康関連の情報、特に生活に密接したものを取り上げて、毎週一つのテーマに沿って解説する
- すこやかCooking　旬の食材を生かした、生活習慣病予防レシピを取り上げる

### タイムテーブル
以下は2015年度の「モーニングプラス」のホームページに沿っている。
- 7:05 - 7:30　第1部（「マーケットアイ」パート）　このパートのみ日経CNBCに同時ネット。
  - 日経新聞朝刊、日経電子版に掲載されているニュースや、前枠の『モーニングサテライト』で放送しきれなかった経済関連の情報、ニュース、その日の予定をまとめてヘッドライン仕立てで紹介し、その中から専門家のコメンテーターが、それらについて注意すべき点、この後の市場にどのような影響を持つのかを詳しく解説する。
  - 第1部後半の7:15ごろからは「資産運用」の初心者に向けた投資のノウハウをいろはかるたの形式で、毎週1つのキーワードに沿って解説する「資産活用いろはがるた」がある。
- 7:40 - 7:50　第2部（「健康情報Gooday」パート）
  - 2014年度後期の「日経朝とく」から新設した健康情報のコーナーをそのまま引き継いでいる。このパートでは日経新聞が運営する健康情報サイト「日経Gooday」に掲載している医学・医療、体力づくり、食生活などにスポットを当て、日々の健康づくりに役立つ話題を提供する。
  - 枠内では「きょうのワンポイントストレッチ」（ストレッチ体操）や、「1日１問カラダ検定」、「きょうの健康占い」のコーナーもある。
  - なお「Let'sご当地体操」はこの番組からは外れて、直後の7:50-7:55に別番組「Let'sご当地体操プラス」として放送している

## 現在の出演

### メインキャスター
- 末武里佳子（テレビ東京アナウンサー、水担当、2022年5月30日 - ）
- 山田幸美（フリーアナウンサー、月、火、木担当、2024年4月1日 - ）
- 石川奈津紀（フリーアナウンサー、金担当、2024年4月12日 - ）

### ニュース解説
- 豊嶋広（BSテレ東解説委員）
- 大塚節雄（日本経済新聞社編集委員兼論説委員）

### FTキャスター
- 桜庭薫（BSテレビ東京FTキャスター 兼 チーフ・プロデューサー）

### サブキャスター
- 須貝茉彩（月曜日担当）
  - 2022年6月3日 - 9月3日の間、金曜日メインキャスターを担当。
- 佐藤美樹（火・水・金曜日担当）
- 石川奈津紀（水曜日担当）
- 佐竹明咲美（木曜日担当、2022年8月5日- ）

須貝は『早起き日経+FT』時代のMCだった。番組統合後は天明を含め3人が日替わりのトリプルキャストとして番組のアシスタントを務めていた。

### マーケット解説
- 脇祐三（日本経済新聞コラムニスト、特任編集委員）
- 鈴木亮（日本経済新聞編集委員）
- 発田真人（日経ヴェリタス編集部長）
- 滝口朋史（日経QUICKニュース記者）
- 露口一郎（日経QUICKニュースデスク）

## 過去の出演

### メインキャスター
- 榎戸教子
- 八木ひとみ

### サブキャスター
- 楠紗友里（火曜日担当、2021年6月1日 - 2021年9月28日）
- 神谷文乃（水曜日担当、2021年6月2日 - 2021年9月29日）

楠は『早起き日経+FT』時代のMCだった。番組統合後は天明を含め3人が日替わりのトリプルキャストとして番組のアシスタントを務めていた。
- 天明麻衣子[3]（火・木曜日担当[注釈 4]、2015年9月28日[注釈 5] - ）
  - 2022年6月1日 - 9月1日の間、水・木曜日メインキャスターを担当。

### FTキャスター
- 清水泰雅

### マーケット解説
- 崔真淑（日経CNBCコメンテーター）

### コーナー出演
- 築山可奈
- 内山忠夫（コナミスポーツクラブ トレーナー）
- 渡辺智弘（コナミスポーツクラブ トレーナー）
- 成沢正湖（料理研究家）
- 富士里恵子（健康情報Gooday レポーター）
- えみり（健康情報Gooday レポーター）
- 大久保涼香
- 菊池華代

## ネット配信
2021年時点で、『日経モーニングプラスFT』は以下の動画配信サービスでネット配信（見逃し配信）を実施している。
- ネットもテレ東
- テレ東Biz
- TVer
- GYAO!

## スタッフ
- 監修：秋津嘉男（秋津医院 院長）、コナミスポーツクラブ
- 協力：日経Gooday、日経ヘルス
- 撮影協力：odekakekitchen
- ディレクター、石井賢太（日経映像）、伊達恵介（テレビ東京制作）、宮端恭子、星野昌宏、清家史嗣、中村稔
- プロデューサー：遠藤知樹、澤井伸之（共にBSテレ東）、徳升直也、小林源太郎、渡辺健一（共に日経映像）、中居義孝（テレビ東京制作）
- 制作協力：日経CNBC、テレビ東京制作
- 製作：BSテレ東、日経映像